# Battaglia di Nantes
La battaglia di Nantes fu una battaglia delle Guerre di Vandea combattuta tra i vandeani dell'Esercito cattolico e reale e i soldati della prima repubblica francese, il 29 giugno 1793.

## Contesto storico
Dall'inizio dell'insurrezione vandeana nel marzo 1793, i contadini-soldati guadagnarono successi impressionanti ed in due mesi, la riva sinistra della Loira era completamente conquistata. Le città di Bressuire, Thouars, Saumur, ed Angers come pure Pornic e Machecoul sono state occupate dai vandeani.
Dopo la vittoria di Saumur il 10 giugno 1793, l'elezione a generalissimo di Jacques Cathelineau e la presa di Angers, il consiglio superiore dell'esercito cattolico e reale si riunisce il 20 giugno per decidere la prossima offensiva. I pareri sono così divisi: Henri de La Rochejaquelein e Jean Nicolas Stofflet vogliono andare su Parigi, gli altri preferiscono garantire la loro posizione a Saumur ed Angers, quindi dirigersi verso Nantes; infine decisero di prendere Nantes.

## La situazione di Nantes nel giugno 1793
È una città di 90 000 abitanti, popolata di commercianti ricchi le cui residenze abbondano di beni di qualsiasi tipo. Contiene molte munizioni ed un grande numero di monarchici, ed apre anche per i vandeani la via verso la Bretagna e la Gran Bretagna, che permette un'eventuale giunzione con i Chouan.
Il sindaco, René Gaston Baco della Chapelle, è un importante e potente figura di Nantes: avvocato al parlamento della Bretagna, procuratore del re, portavoce della borghesia nel 1788, è nominato deputato agli stati generali nel 1789. Si sistema con i Girondini ed è eletto sindaco di Nantes nel 1792 e il popolo lo ammirava.
Il comandante dell'esercito delle coste di Brest, Canclaux è arrivato a Nantes il 14 giugno con un battaglione di fanteria ed alcuni volontari. In città erano presenti 12 000 uomini della guardia nazionale ed una potente artiglieria che costituisce i mezzi con i quali Canclaux pensavano di difendere la città.

## La battaglia del 29 giugno 1793
Il 26 giugno, Charette si mette in marcia alla testa di 5 000 uomini e presto la truppa si riunisce ad altri contingenti per formare un esercito di 10 000 uomini. Passano il giorno del 27 giugno a Saint-Colomban. Il 29 giugno, verso mezzanotte, arrivano al piccolo villaggio di Les Sorinières ad otto chilometri di Nantes.
Si allineano sul campo davanti a Nantes e iniziano l'attacco: Charette attacca i primi distaccamenti dei repubblicani, sul ponte Rousseau. Il fuoco di Nantes è molto efficace e causa molto disordine nelle file vandeane. Quattro ore dopo, Lyrot con 5 000 uomini circa prende posizione nel quartiere di Saint-Jacques. Passa ancora qualche ora e i due capi vandeani non hanno ancora alcun notizia degli altri eserciti e nessun colpo di cannone si fa sentire dal nord o da est della Loira. Sono soli e decidono di rallentare gli attacchi.
L'esercito cattolico e reale è stato trattenuto da un esercito repubblicana a Nort-sur-Erdre, a trentadue chilometri da Nantes: la sera del 27 arriva una colonna di vandeani che trova il ponte tagliato e iniziano a fare fuoco; il 28 mattina, la colonna è rafforzata ma i repubblicani resistono fino al momento in cui la cavalleria vandeana scopre un guado a tre chilometri più a nord. Le file repubblicane vanno in confusione perché ignoravano la presenza di questo guado e verranno presi alle spalle. Meuris che comandava i repubblicani ha perso una grande parte dei suoi uomini e si ritira verso Nantes, in ogni caso è riuscito a ritardare l'arrivo dei vandeani a Nantes cosa che ha causato molti problemi a Charette e Lyrot, che cominciavano ad essere in svantaggio.
Alcune ore più tardi, arriva Bonchamps ed i suoi 8 000 uomini e si posizionano nel quartiere di Saint-Donatien. Il combattimento è violento ma vandeani avanzano ed arrivano fino alla cattedrale di Saint-Pierre. Ma lì si fermano perché Bonchamps si aspettava i cannoni di D'Elbée e Cathelineau che però erano in ritardo, Charette, inizia così ad ordinare la ritirata delle sue truppe verso Ancenis.
Le colonne di d'Elbée e Cathelineau hanno avuto un cammino un po' più lungo da percorrere ma alla fine riescono ad arrivare. Canclaux informato del loro arrivo, ordina alle truppe che hanno appena messo in rotta Charette di portandosi davanti al nemico. Nonostante tutto la battaglia sembra favorevole ai vandeani che riprendono vantaggio. Il principe de Talmont e Stofflet attaccano lungo la strada per Vannes, non rispettando il piano inizialmente previsto e costringono i repubblicani a ritirarsi nuovamente in città e a combattere dentro Nantes.
A questo momento, accade un fatto che cambierà le sorti della battaglia: Cathelineau viene raggiunto da un proiettile, sparato da una finestra e resta gravemente ferito. D'Elbée prova a trascinare l'esercito davanti ma i vandeani si scoraggiano e le truppe cominciano a disperdersi. Dopo una notte calma, ricominciano le cannonate sul ponte Rousseau, sul quartiere di Saint-Jacques e sulla via per Parigi, ma molto rapidamente, le truppe si ritirano e Nantes rimase in mano repubblicana.